# GLAAD Media Awards 1991
La 2ª edizione dei GLAAD Media Awards si è tenuta nel 1991.

## Riconoscimenti Speciali
- Premio Speciale: Stephen F. Kolzak
- Visibility Award: Dott.ssa Virginia Uribe e Randy Shilts
- Riconoscimento Speciale: National Public Radio
- Riconoscimento Speciale: Lindsay Law
- Riconoscimento Speciale: Nina Reyes

## Premi

### Miglior film
- Che mi dici di Willy?
- Il racconto dell'ancella

### Miglior serie commedia
- Doctor Doctor

### Miglior serie drammatica
- Avvocati a Los Angeles

### Miglior episodio serie TV commedia
- Quattro donne in carriera

### Miglior episodio serie TV drammatica
- Lifestories

### Miglior film per la televisione
- Oranges are not the only fruit